# 9945 Карінаксав'єр
9945 Карінаксав'єр (9945 Karinaxavier) — астероїд головного поясу, відкритий 21 травня 1990 року.
Тіссеранів параметр щодо Юпітера — 3,637.